# Христо Узунов
Вижте пояснителната страница за други личности с името Христо Узунов.
Христодул (Христо, Дуле) Димитров Узунов с псевдоними Арсени Мъглата, Дуле баба, Самуил Езерски, Самуил Салямо е български революционер, охридски войвода и член на Вътрешната македоно-одринска революционна организация.

## Биография
Христо Узунов е роден на 22 октомври 1878 година в Охрид, в големия български род Узунови. Баща му Димитър Узунов е дългогодишен учител и борец за независима църква, близък и родственик на Григор Пърличев, а майка му Анастасия Узунова произхожда от стария стружки възрожденски род Чакърови, дъщеря на Георги Чакъров, и е първа братовчедка на Христо Матов и Милан Матов. Христо Узунов заедно с двамата си по-малки братя Андон и Ангел (също дейци на ВМОРО) е възпитаван от майка си в духа на патриотизма. След завършването на основното училище в Охрид учи педагогическа специалност в Солунската българска мъжка гимназия през 1894 – 1895. Там е привлечен към ВМОРО от Даме Груев и ръководи ученическия бунт от 1896 година в гимназията. Завършва в 1896 година. След това в 1896 – 1898 година е български учител в Охрид. На 5 август 1898 г. Методи Патчев, с помощта на Христо Узунов и Кирил Пърличев, сина на Григор Пърличев, убива в центъра на Охрид сърбоманина Димитър Гърданов, в чиято къща е отворено сръбско училище. Христо Узунов, заедно със съмишлениците си, е арестуван и лежи 9 месеца в затвор. В периода януари 1902 – март 1903 година е повторно затворен в Битолския затвор. С излизането си от затвора става член на Околийското ръководно тяло и заема мястото на току-що убития охридски войвода Тома Давидов.
Христо Узунов е делегат на Смилевския конгрес и поддържа тезата, че населението още не е готово за въстание. Въпреки това той е избран за член на Охридското горско революционно началство и началник на всички бойни сили в охридския район и взима участие в боевете при Сирулски рид и село Куратица срещу турската войска по време на Илинденско-Преображенското въстание. След въстанието от записките му са ясни имената на всичките 478 загинали в Охридско и Стружко.
На Прилепския конгрес на ВМОРО от 1904 година е определен за организатор и ревизор на четите в Охридско, Стружко и Кичевско. В следвъстаническия период, Узунов обикаля с четата си и в Кичевско и главно се сражава с представители на Сръбската въоръжена пропаганда.
Георги Попхристов описва Христо Узунов така:
| „ | Където и да отидехме, все за поп го считаха, понеже не го познаваха, и аз за такъв го представях. Колко баби му целуваха ръка и благоговееха пред него. Узунов беше доста представителен с брадата, висок и пълен, пък беше и комик. Често пъти правеше изненада на домакините, като си сваляше расото и се покажеха четнишките му дрехи – дебърска носия. Не го мързеше никак да пише. Постоянно ще го видиш с молив в ръцете. Беше винаги весел и често пъти подхвърляше весели шеги. Неприятните новини всякога посрещаше с хпаднокръвие. Много употребяваше думата „лятифе“, за да буди веселост и смях. С него не само бяхме другари по идея, но се познавахме и като ученици от Солун, заедно свършихме, а също така и в затвора лежахме заедно една година. Той беше извънредно честен и искрен, особено към другари и приятели. В окръга аз нямах по-близки и по-близки другари от него и Георги Сугарев. Напълно се разбирахме по всички въпроси на делото. У всички нас господсташе идеализъм. Като идеалисти загинаха и двамата в борбата. | “ |

През нощта между 23 и 24 (11 стар стил) април 1905 година четата на Христо Узунов и Петър Георгиев е обградена от турски аскер в село Цер. След като изразходват всичките си муниции, Христо Узунов пише предсмъртно писмо, и заедно с 12-те си четници, между които и войводата Ванчо Сърбаков, решават да се самоубият, като не допускат турците да ги хванат живи. В едно от последните си писма пише „Смърт за Сарафов“ по повод домогванията на Борис Сарафов в Битолско.
| Чета на Христо Узунов | Чета на Христо Узунов | Чета на Христо Узунов |
| Име                   | Родно място           | Години                |
| --------------------- | --------------------- | --------------------- |
| 1. Христо Узунов      | Охрид                 | 27                    |
| 2. Петър Георгиев     | Битоля                | 24                    |
| 3. Йордан Иванов      | Годиве                | 26                    |
| 4. Бойче Павлев       | Миокази               | 35                    |
| 5. Славейко Савинов   | Охрид                 | 23                    |
| 6. Иван Марков        | Враца                 | 23                    |
| 7. Кръстьо Георгиев   | Вранещица             | 35                    |
| 8. Милан Симеонов     | Тетово                | 22                    |
| 9. Урош Костадинов    | Пласница              | 20                    |
| 10. Йованчо Стефанов  | Ораовец               | 22                    |
| 11. Георги Влаха      | Струга                |                       |
| 12. Ванчо Сърбаков    | Вранещица             |                       |
| 13. Йонче Спасенов    | Дворци                |                       |

За Христо Узунов се пеят много песни, на негово име са кръстени улици, училища и други в България и Северна Македония. Родната му къща в Охрид е превърната в музей, а в градския парк има поставен бюст. В село Цер гробът на войводата и четниците му се поддържа и е в добро състояние. Семейният архив на Димитър, Ангел и Христо Узунови днес се съхранява в Българския исторически архив на Националната библиотека „Св. св. Кирил и Методий“ в София. От 1946 г. във фонда на НВИМ се съхранява знамето, което е било връчено на Узунов и с него Узунов и районната му чета действат в Охридско, Дебърско и Стружко.
Петър Карчев пише за Узунов:
| „ | Той беше от малцината илинденски войводи, които не забегнаха в България или друга някоя балканска държавица. Остана при своя беден, разорен, опожарен, ограбен и покрусен от пропадането на революционната акция народ... пъргав, с решително изражение на очите, красив, левент, готов при пръв зов на страдащия народ да изпълни революционния си дълг докрай. | “ |

## Родословие
Негов потомък е българският предприемач Красимир Узунов.
|  |  |  |  |  |  |  |  |                               |                               |                               |                               |                               |                               |  |  |                     |                     |                     |                     |                             |                             |                             |                             |                                  |                                  |                                  |                                  | Христо Узунов                    | Христо Узунов                    | Христо Узунов           | Христо Узунов           | Христо Узунов                | Христо Узунов                |                              |                              | Зоица Скопакова              | Зоица Скопакова              | Зоица Скопакова            | Зоица Скопакова            | Зоица Скопакова                   | Зоица Скопакова                   |                                   |                                   |                                   |                                   |  |  |                                   |                                   |                                   |                                   |                                   |                                   |  |  |                              |                              |                              |                              |                              |                              |  |  |  |  |  |  |
|  |  |  |  |  |  |  |  |                               |                               |                               |                               |                               |                               |  |  |                     |                     |                     |                     |                             |                             |                             |                             |                                  |                                  |                                  |                                  | Христо Узунов                    | Христо Узунов                    | Христо Узунов           | Христо Узунов           | Христо Узунов                | Христо Узунов                |                              |                              | Зоица Скопакова              | Зоица Скопакова              | Зоица Скопакова            | Зоица Скопакова            | Зоица Скопакова                   | Зоица Скопакова                   |                                   |                                   |                                   |                                   |  |  |                                   |                                   |                                   |                                   |                                   |                                   |  |  |                              |                              |                              |                              |                              |                              |  |  |  |  |  |  |
|  |  |  |  |  |  |  |  |                               |                               |                               |                               |                               |                               |  |  |                     |                     |                     |                     |                             |                             |                             |                             |                                  |                                  |                                  |                                  |                                  |                                  |                         |                         |                              |                              |                              |                              |                              |                              |                            |                            |                                   |                                   |                                   |                                   |                                   |                                   |  |  |                                   |                                   |                                   |                                   |                                   |                                   |  |  |                              |                              |                              |                              |                              |                              |  |  |  |  |  |  |
|  |  |  |  |  |  |  |  |                               |                               |                               |                               |                               |                               |  |  |                     |                     |                     |                     |                             |                             |                             |                             |                                  |                                  |                                  |                                  |                                  |                                  |                         |                         |                              |                              |                              |                              |                              |                              |                            |                            |                                   |                                   |                                   |                                   |                                   |                                   |  |  |                                   |                                   |                                   |                                   |                                   |                                   |  |  |                              |                              |                              |                              |                              |                              |  |  |  |  |  |  |
|  |  |  |  |  |  |  |  | Григор Пърличев (1830 – 1893) | Григор Пърличев (1830 – 1893) | Григор Пърличев (1830 – 1893) | Григор Пърличев (1830 – 1893) | Григор Пърличев (1830 – 1893) | Григор Пърличев (1830 – 1893) |  |  | Анастасия Пърличева | Анастасия Пърличева | Анастасия Пърличева | Анастасия Пърличева | Анастасия Пърличева         | Анастасия Пърличева         |                             |                             | Анастасия Чакърова (1862 – 1948) | Анастасия Чакърова (1862 – 1948) | Анастасия Чакърова (1862 – 1948) | Анастасия Чакърова (1862 – 1948) | Анастасия Чакърова (1862 – 1948) | Анастасия Чакърова (1862 – 1948) |                         |                         | Димитър Узунов (1842 – 1887) | Димитър Узунов (1842 – 1887) | Димитър Узунов (1842 – 1887) | Димитър Узунов (1842 – 1887) | Димитър Узунов (1842 – 1887) | Димитър Узунов (1842 – 1887) |                            |                            | Теофана Карадимчева (1839 – 1917) | Теофана Карадимчева (1839 – 1917) | Теофана Карадимчева (1839 – 1917) | Теофана Карадимчева (1839 – 1917) | Теофана Карадимчева (1839 – 1917) | Теофана Карадимчева (1839 – 1917) |  |  | Костадин Карадимчев (1831 – 1888) | Костадин Карадимчев (1831 – 1888) | Костадин Карадимчев (1831 – 1888) | Костадин Карадимчев (1831 – 1888) | Костадин Карадимчев (1831 – 1888) | Костадин Карадимчев (1831 – 1888) |  |  | Константин Узунов (? – 1860) | Константин Узунов (? – 1860) | Константин Узунов (? – 1860) | Константин Узунов (? – 1860) | Константин Узунов (? – 1860) | Константин Узунов (? – 1860) |  |  |  |  |  |  |
|  |  |  |  |  |  |  |  | Григор Пърличев (1830 – 1893) | Григор Пърличев (1830 – 1893) | Григор Пърличев (1830 – 1893) | Григор Пърличев (1830 – 1893) | Григор Пърличев (1830 – 1893) | Григор Пърличев (1830 – 1893) |  |  | Анастасия Пърличева | Анастасия Пърличева | Анастасия Пърличева | Анастасия Пърличева | Анастасия Пърличева         | Анастасия Пърличева         |                             |                             | Анастасия Чакърова (1862 – 1948) | Анастасия Чакърова (1862 – 1948) | Анастасия Чакърова (1862 – 1948) | Анастасия Чакърова (1862 – 1948) | Анастасия Чакърова (1862 – 1948) | Анастасия Чакърова (1862 – 1948) |                         |                         | Димитър Узунов (1842 – 1887) | Димитър Узунов (1842 – 1887) | Димитър Узунов (1842 – 1887) | Димитър Узунов (1842 – 1887) | Димитър Узунов (1842 – 1887) | Димитър Узунов (1842 – 1887) |                            |                            | Теофана Карадимчева (1839 – 1917) | Теофана Карадимчева (1839 – 1917) | Теофана Карадимчева (1839 – 1917) | Теофана Карадимчева (1839 – 1917) | Теофана Карадимчева (1839 – 1917) | Теофана Карадимчева (1839 – 1917) |  |  | Костадин Карадимчев (1831 – 1888) | Костадин Карадимчев (1831 – 1888) | Костадин Карадимчев (1831 – 1888) | Костадин Карадимчев (1831 – 1888) | Костадин Карадимчев (1831 – 1888) | Костадин Карадимчев (1831 – 1888) |  |  | Константин Узунов (? – 1860) | Константин Узунов (? – 1860) | Константин Узунов (? – 1860) | Константин Узунов (? – 1860) | Константин Узунов (? – 1860) | Константин Узунов (? – 1860) |  |  |  |  |  |  |
|  |  |  |  |  |  |  |  |                               |                               |                               |                               |                               |                               |  |  |                     |                     |                     |                     |                             |                             |                             |                             |                                  |                                  |                                  |                                  |                                  |                                  |                         |                         |                              |                              |                              |                              |                              |                              |                            |                            |                                   |                                   |                                   |                                   |                                   |                                   |  |  |                                   |                                   |                                   |                                   |                                   |                                   |  |  |                              |                              |                              |                              |                              |                              |  |  |  |  |  |  |
|  |  |  |  |  |  |  |  |                               |                               |                               |                               |                               |                               |  |  |                     |                     |                     |                     |                             |                             |                             |                             |                                  |                                  |                                  |                                  |                                  |                                  |                         |                         |                              |                              |                              |                              |                              |                              |                            |                            |                                   |                                   |                                   |                                   |                                   |                                   |  |  |                                   |                                   |                                   |                                   |                                   |                                   |  |  |                              |                              |                              |                              |                              |                              |  |  |  |  |  |  |
|  |  |  |  |  |  |  |  |                               |                               |                               |                               |                               |                               |  |  |                     |                     |                     |                     | Христо Узунов (1878 – 1905) | Христо Узунов (1878 – 1905) | Христо Узунов (1878 – 1905) | Христо Узунов (1878 – 1905) | Христо Узунов (1878 – 1905)      | Христо Узунов (1878 – 1905)      |                                  |                                  | Андон Узунов (? – 1903)          | Андон Узунов (? – 1903)          | Андон Узунов (? – 1903) | Андон Узунов (? – 1903) | Андон Узунов (? – 1903)      | Андон Узунов (? – 1903)      |                              |                              | Ангел Узунов (1886 – 1975)   | Ангел Узунов (1886 – 1975)   | Ангел Узунов (1886 – 1975) | Ангел Узунов (1886 – 1975) | Ангел Узунов (1886 – 1975)        | Ангел Узунов (1886 – 1975)        |                                   |                                   |                                   |                                   |  |  |                                   |                                   |                                   |                                   |                                   |                                   |  |  |                              |                              |                              |                              |                              |                              |  |  |  |  |  |  |
|  |  |  |  |  |  |  |  |                               |                               |                               |                               |                               |                               |  |  |                     |                     |                     |                     | Христо Узунов (1878 – 1905) | Христо Узунов (1878 – 1905) | Христо Узунов (1878 – 1905) | Христо Узунов (1878 – 1905) | Христо Узунов (1878 – 1905)      | Христо Узунов (1878 – 1905)      |                                  |                                  | Андон Узунов (? – 1903)          | Андон Узунов (? – 1903)          | Андон Узунов (? – 1903) | Андон Узунов (? – 1903) | Андон Узунов (? – 1903)      | Андон Узунов (? – 1903)      |                              |                              | Ангел Узунов (1886 – 1975)   | Ангел Узунов (1886 – 1975)   | Ангел Узунов (1886 – 1975) | Ангел Узунов (1886 – 1975) | Ангел Узунов (1886 – 1975)        | Ангел Узунов (1886 – 1975)        |                                   |                                   |                                   |                                   |  |  |                                   |                                   |                                   |                                   |                                   |                                   |  |  |                              |                              |                              |                              |                              |                              |  |  |  |  |  |  |

## Галерия
- Портрет на Христо Узунов.
- Христо Узунов в расо.
- Писмо от Охридското околийско ръководно тяло до майката на героя Христо Узунов.
- Паметникът „Паднали за свободата на Македония“ в Кюстендил с името на Узунов (трети в първата колона).
- Къщата на Узунови в Охрид.
- Андон Узунов, брат на Христо.
- Георги Сугарев и Христо Узунов